# 富山市立山室小学校
富山市立山室小学校（とやましりつ やまむろしょうがっこう）は、富山県富山市にある公立小学校。

## 概要
最盛期には千数百人の児童を抱える県内最大の規模を誇った。近年は600人程で推移している。

## 沿革
- 1873年（明治6年）12月18日 - 富山町清水伊勢領に清水小学校創立[2]。
- 1876年（明治9年）7月 - 石金村に新校舎を建設し、清水村から移転。校名を蘭秀小学校と改称[3]。
- 1887年（明治20年）5月 - 石金簡易小学校を併置（1890年3月まで存続）[3]。
- 1890年（明治23年）4月 - 中市地内に校舎を新築し、山室小学校と改称および簡易科を併設[3]。
- 1892年（明治25年） - 簡易科を廃止し、山室尋常小学校と改称[4]。
- 1895年（明治28年） - 中市金乗坊に校舎移転[2]。
- 1898年（明治31年） - 高等科併置[2]。
- 1905年（明治38年） - 現在地（中市10番地）に校舎新築[2]。
- 1909年（明治42年） - 校歌制定（田部重治作詞、野口米次郎作曲）[4]
- 1916年（大正5年） - 校旗樹立。
- 1928年（昭和3年）11月 - 泰安殿竣工[5]。
- 1929年（昭和4年） - 運動場拡張[5]。
- 1930年（昭和5年）12月 - 校舎増築に着手[5]。
- 1931年（昭和6年）5月- 校舎増築落成[5]。
- 1933年（昭和8年） - 雨天体操場と音楽室を新築[5]。
- 1935年（昭和10年） - 山室青年学校開校
- 1938年（昭和12年）4月1日 - 校下七集落（館出、清水、西公文名、西長江、長江、石金、中市、公文名）が富山市へ編入し一部富山市立東部尋常高等小学校へ分離[6][7]。
- 1941年（昭和16年）4月1日 - 山室国民学校と改称[8]。
- 1945年（昭和20年） - 終戦後、戦災に遭った富山市立清水町小学校および富山市立五番町小学校（いずれも富山市立中央小学校の前身）が疎開した。1947年（昭和22年）2月に元の学校へ復帰[9]。
- 1958年（昭和33年） - 水泳プール竣工[2]。
- 1966年（昭和41年）10月1日 - 鉄筋校舎増築[2]。
- 1968年（昭和43年）5月25日 - 体育館落成[2]。
- 1971年（昭和46年）4月1日 - 鉄筋校舎別館増築[6]。
- 1975年（昭和50年）3月15日 - 児童数増加のためプレハブ校舎をグラウンド内に仮設[6][10]。
- 1977年（昭和51年）3月31日 - 校下の一部を富山市立山室中部小学校へ分離[6]。
- 2008年（平成20年）6月1日 - 現在の校舎への改築が完了し、改築工事竣工式が行われた[11]

## 管楽器クラブ
山室小学校管楽器クラブとして活動している。また著名な出身者として東京フィルハーモニー交響楽団首席トランペット奏者　古田 俊博が管楽器クラブ出身である。
また、全日本吹奏楽コンクール・中部日本吹奏楽コンクール・街での依頼演奏なども行っている。
全日本吹奏楽コンクールの出場年は1981年〜1987年、1989年〜1994年である。

## 著名な出身者
- 田部重治（校歌の作詞者でもある）[4]

## 周辺
- 富山県道3号富山立山魚津線